# لارك (مقاطعة كلاردشت)
لارك (بالفارسية: لارک) هي قرية تقع في Kuhestan Rural District في إيران. يقدر عدد سكانها بـ 10 نسمة بحسب إحصاء 2016.